# Farmacia del Canto alle Rondini

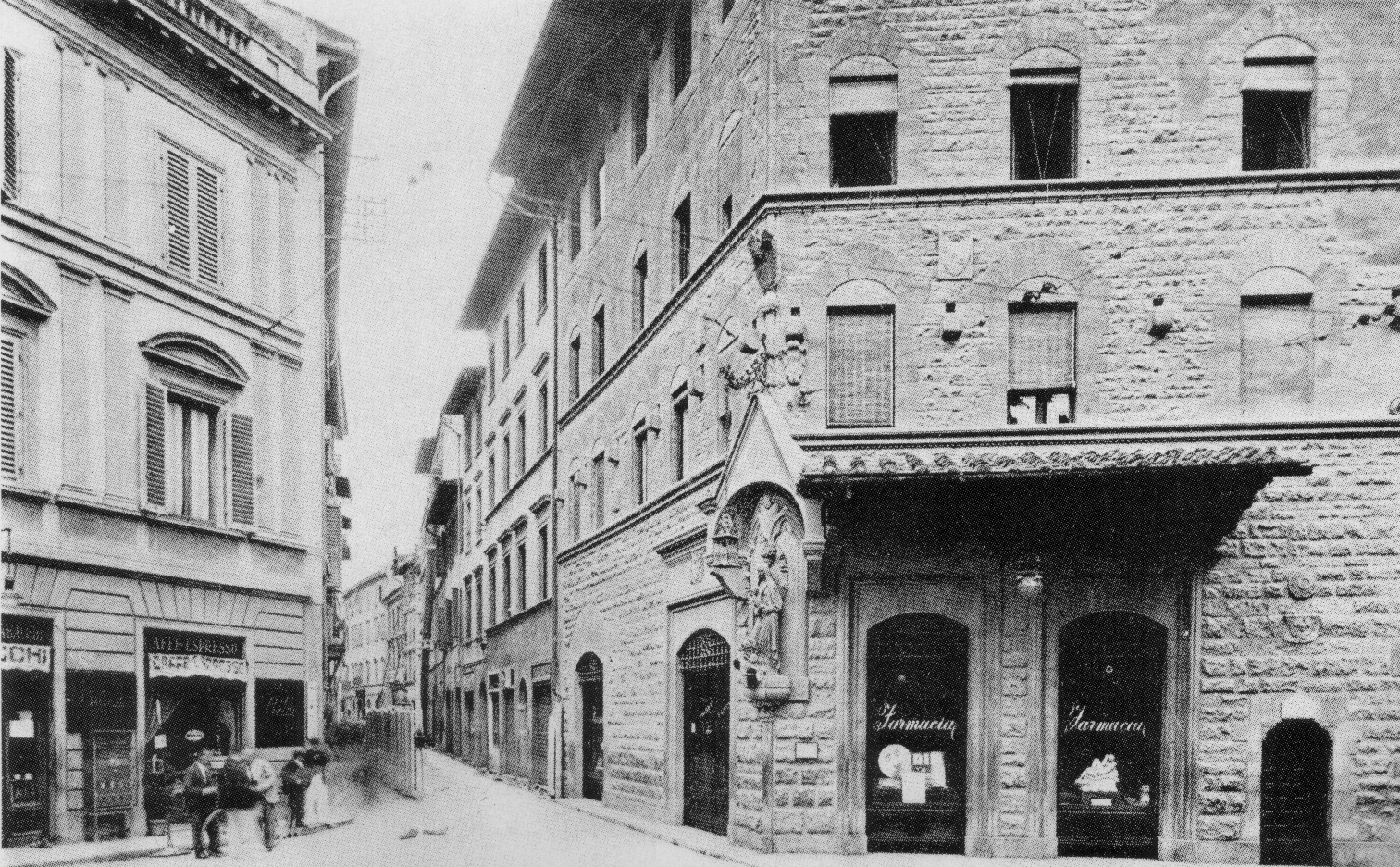
Il canto alle Rondini prima delle demolizioni

La Farmacia del Canto alle Rondini è un edificio di Firenze, situato in via Pietrapiana 51 con affaccio anche su via Martiri del Popolo 50r, 60r e 62r.

## Storia e descrizione
L'edificio è uno dei tanti sorti nella zona successivamente all'operazione di 'risanamento' del quartiere attuata a partire dal 1936, con la conseguente demolizione delle antiche case che si trovavano su questo lato della strada nel tratto da piazza dei Ciompi a piazza Gaetano Salvemini (ambedue sorte proprio a seguito di tale sventramento). 
Di rilievo sono tuttavia gli arredi neogotici della farmacia (inserita nell'elenco degli Esercizi Storici Fiorentini) che si apre sul moderno bivio di via Martiri del Popolo, qui rimontati e provenienti da un altro edificio demolito in quegli anni, non privo di interesse e di storia, che sorgeva in corrispondenza della cantonata tra via Verdi e via Pietrapiana denominata "Canto alle Rondini" (dove ora sorge il palazzo delle Poste di Giovanni Michelucci, seppure più avanzato sulla strada) e che doveva il nome al palazzo della famiglia Uccellini e ai suoi stemmi qui presenti, con tre rondini d'argento in campo rosso. 
In questo luogo, dove la tradizione collocava l'antica spezieria di Matteo Palmieri, era un grande palazzo restaurato e reinventato in stile tra il 1918 e il 1919 su commissione dell'industriale chimico Filippo Maria Contri, con la consueta profusione di ferri battuti, scudi, cartigli e un tabernacolo goticheggiante con la Madonna delle Rondini scolpita da Umberto Bartoli, il tutto su progetto dell'architetto Adolfo Coppedè. Nell'ambito del progetto era stato in particolare curato l'allestimento di una grande farmacia (farmacia Arterio), con annessa sala operatoria modernamente attrezzata, ugualmente arredata con mobili e pitture murali in stile. Dell'ambiente serba memoria questa farmacia, seppure di dimensioni più contenute e, soprattutto, privata dell'originario contesto architettonico.
All'interno si trova una lapide che ricorda Matteo Palmieri, databile ai lavori del 1918-1919:
| LO SPEZIALE MATTEO PALMIERI STORICO - MORALISTA - POETA ESEMPIO DI SEMPLICE OPEROSA VITA ESERCITÒ IN QVESTA FARMACIA FONDATA NEL SEC. XIV |

## Bibliografia

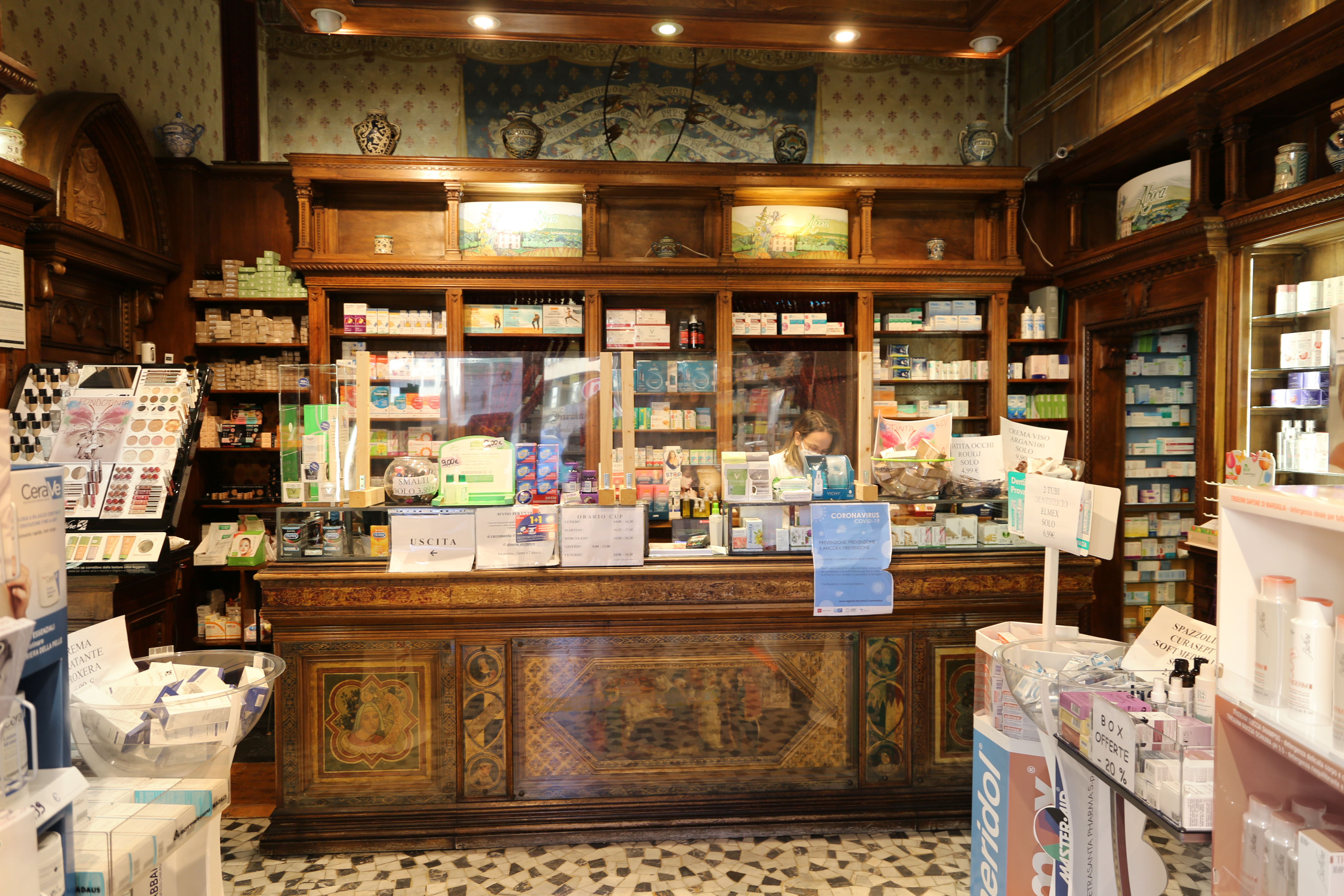
L'interno neogotico

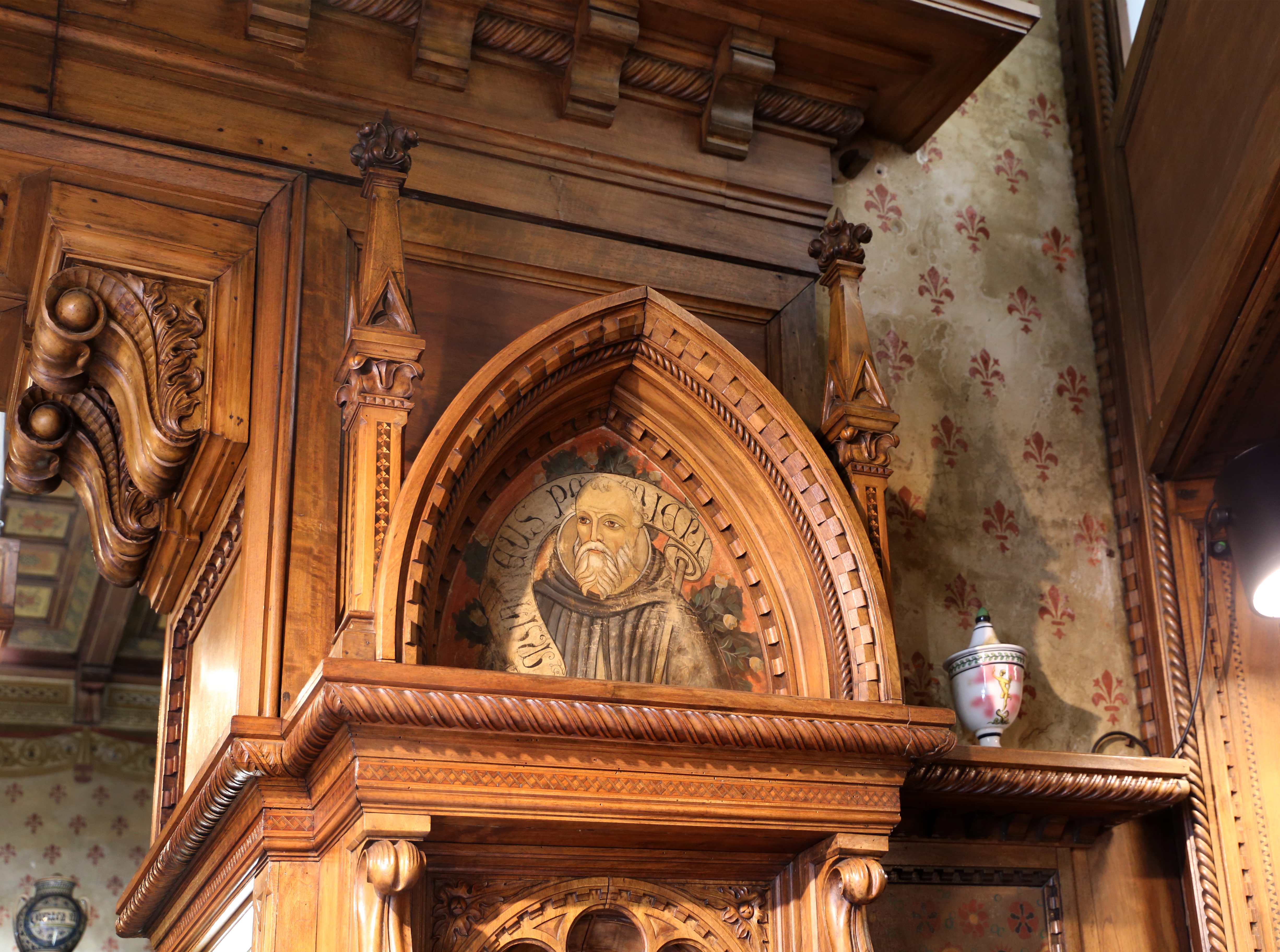
Dettaglio dell'arredo neogotico